# Jamaïque aux Jeux olympiques d'été de 2004
La Jamaïque participe aux Jeux olympiques d'été de 2004 à Athènes. Il s'agit de leur 14e participation à des Jeux d'été.
La délégation portugaise, composée de 47 athlètes, termine trente-quatrième du classement par nations avec 5 médailles (2 en or, 1 en argent et 2 en bronze).